# Syllis pulvinata
Syllis pulvinata är en ringmaskart som först beskrevs av Langerhans 1881.  Syllis pulvinata ingår i släktet Syllis och familjen Syllidae. Inga underarter finns listade i Catalogue of Life.